# Fatima (film 2020)
Fatima – amerykańsko-portugalski dramat filmowy z 2020 roku w reżyserii Marco Pontecorvo. Tematem filmu są objawienia Matki Bożej z 1917 roku, która ukazała się trójce dzieci: Łucji, Franciszkowi i Hiacyncie w portugalskiej miejscowości Fatima. Zdjęcia do filmu kręcono w Portugalii.

## Obsada
- Stephanie Gil jako Łucja dos Santos w dzieciństwie
- Alejandra Howard jako Święta Hiacynta Marto, kuzynka Łucji
- Jorge Lamelas jako Święty Franciszek Marto, kuzyn Łucji
- Joana Ribeiro jako Maryja, Matka Boża „Piękna Pani”
- Lúcia Moniz jako Maria Rosa
- Marco d'Almeida jako António
- Sônia Braga jako siostra Łucja dos Santos w późniejszych latach
- Harvey Keitel jako profesor Nichols
- Joaquim de Almeida jako Ojciec Ferreira
- Goran Višnjić jako Arturo